# Roberto Castro
Roberto Carlos Castro Mora (Guadalajara, Jalisco 7 de marzo de 1980 es un exfutbolista y entrenador mexicano. Como futbolista jugaba en la posición de portero.

## Trayectoria

### Futbolista
Jugó en la Primera División 'A' con Bachilleres, Coyotes de Sonora, Atlético Cihuatlán y Académicos de Tonalá y en Primera División con el Atlas de Guadalajara por tener pocas oportunidades se retiró  al término del Clausura 2007 debido a que tuvo varias lesiones que no le permitieron afianzarse y ganar un lugar como arquero titular,  ya que la mayor parte de su carrera estuvo como tercer arquero.

### Director Técnico
Luego de haberse retirado fungió durante un tiempo como entrenador de arqueros del Atlas y de sus fuerzas básicas hasta que desde agosto de 2014 fue contratado como el nuevo estratega del Murciélagos FC de la segunda división profesional, posteriormente estuvo como auxiliar técnico en equipos como el Deportivo Cafessa, Alacranes de Durango, Gavilanes de Matamoros, esto en Serie A de México, posteriormente dirigió al Club Atlético River Plate escuela oficial México en la Liga TDP, y actualmente es Director Técnico del Catedráticos Elite FC del mismo circuito.

## Clubes

### Como jugador
| Club                 | País   | Año       |
| -------------------- | ------ | --------- |
| Atlético Bachilleres | México | 2001-2002 |
| Atlético Cihuatlán   | México | 2002      |
| Atlas de Guadalajara | México | 2003-2007 |

### Como entrenador
| Club                     | País   | Año   |
| ------------------------ | ------ | ----- |
| Murciélagos de Guamúchil | México | 2014- |